# گندراسوی خوک‌بینی
گندراسوی خوک‌بینی (نام علمی: Conepatus) نام یک سرده از تیره گندراسو است.

## گونه‌ها
- گندراسوی خوک‌بینی مولینا
- گندراسوی خوک‌بینی هامبولت
- گندراسوی خوک‌بینی آمریکایی
- گندراسوی خوک‌بینی راه‌راه